# Saint-Louet-sur-Vire
Saint-Louet-sur-Vire è un comune francese di 197 abitanti situato nel dipartimento della Manica nella regione della Normandia.
Prese il nome da san Laudo (Saint-Louet), vescovo di Coutances nel VI secolo.

## Società

### Evoluzione demografica
Abitanti censiti